# Lijst van universiteiten in Portugal
Dit is een lijst van universiteiten in Portugal.
- Universiteit van Algarve – Faro, Portimão
- Universiteit van Aveiro – Aveiro, Águeda, Oliveira de Azeméis
- Universiteit van Azoren – Ponta Delgada, Angra do Heroísmo, Horta
- Universiteit van Beira Interior – Covilhã
- Universiteit van Coimbra – Coimbra
- Universiteit van Évora – Évora
- Universiteit van Lissabon – Lissabon
- Universidade NOVA de Lisboa – Lissabon
- Universiteit van Madeira – Funchal
- Universiteit van Minho – Braga, Guimarães
- Universiteit van Porto – Porto
- Universiteit van Trás-os-Montes e Alto Douro – Vila Real, Chaves, Miranda do Douro
- Katholieke Universiteit van Portugal – Braga, Lissabon, Porto, Viseu